# Emma Roberto Steiner
Emma Roberto Steiner (Baltimore, Maryland, 1856 – Nova York, 27 de febrer de 1929) va ser una compositora i directora d'orquestra nord-americana, una de les primeres dones dels Estats Units a viure de la direcció, i ho va fer en més de 6.000 actuacions durant la seva vida. Fou també la primera a dirigir una orquestra de teatre a Nova York. La seva carrera va abastar gairebé cinc dècades, des dels anys de 1870, quan va començar a dirigir per a companyies d'òpera còmica en gira, fins a la seva mort, al 1929. A principis del 1900, es va prendre una dècada de pausa de la seva carrera musical per traslladar-se a Alaska, on va ser buscadora i viatgera. I després filantropa. Steiner va escriure centenars de peces musicals, incloses set òperes.

## Biografia
Emma Roberto Steiner va néixer a Baltimore, Maryland, el 1856. El seu pare, un coronel, va ser un heroi de la guerra de Mèxic i la seva mare, una gran pianista. Així, va estar exposada a la música a una edat molt primerenca, component cançons als 7 anys i un duet de piano als 9. Alguns van reconèixer aviat el seu talent, i fins i tot van suggerir a la família que l'enviessin a París per estudiar música, però el seu pare s'hi va negar i mai la va animar a desenvolupar el seu talent. Tot i així, ella va continuar component, començant amb una òpera als 11 anys, Aminaide, una escena de la qual va ser produïda al Peabody Conservatory, una destacada escola de música de Baltimore a la qual Steiner no va poder assistir, perquè el seu pare sempre s'hi va negar.
Als 21 anys Steiner havia deixat la família enrere per seguir la seva carrera musical. Es va traslladar a Chicago, on es va convertir en assistent de direcció musical a la Rice and Collier Opera Company, dirigida pel compositor nord-americà de teatre musical Edward Everett Rice.

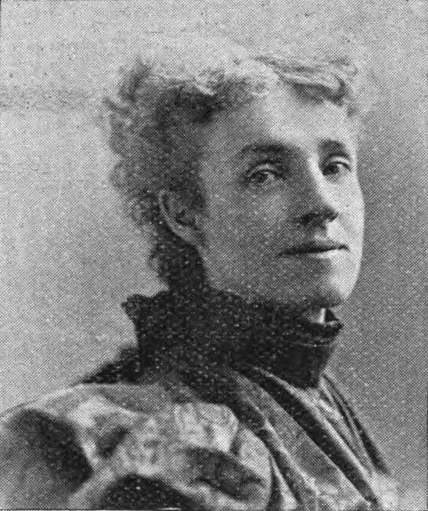
Emma R. Steiner, en una imatge de 1895

Emma Steiner va començar com a cantant, i d'alguna manera va cridar l'atenció. A partir d'aleshores va començar a treballar com a directora d'orquestra fent gires amb companyies d'òpera per interpretar òperes lleugeres. Va compondre una altra òpera, Fleurette, que al 1889 i de nou el 1891, va tenir bones crítiques. Steiner va guanyar més protagonisme quan una de les seves composicions es va interpretar a l'Exposició Mundial de Chicago de 1893. L'any següent va dirigir una actuació de les seves pròpies obres a la ciutat de Nova York amb la respectada orquestra d'Anton Seidl.
Malgrat un atac de pneumònia el 1896, Steiner va continuar dirigint, component i actuant. Entre les moltes persones per a les quals va treballar, com George Baker, Maurice Grau i Julius Howe, hi havia el director de l'Òpera Metropolitana Heinrich Conried. Va continuar desenvolupant la seva destresa musical fundant la companyia Emma R. Steiner Gaiety Opera Company, una de les primeres i úniques companyies d'òpera dirigides i defensores de dones a Amèrica a finals de la dècada de 1890. No obstant això, el 1900 la seva vista empitjorava, i també es va començar a fer difícil obtenir el finançament per a les seves obres. Tot i així, va continuar component i va crear les òperes The Man From Paris el 1900, i més tard The Burra Pundit el 1907/08.
Per poder continuar escrivint i produint òperes, va veure que calia capitalitzar-se i decidí marxar a Nome, Alaska, a buscar or. Allà es va convertir en viatgera i buscadora als camps miners al nord-oest de Nome, on va ser molt apreciada perquè descobrí importants jaciments d'estany. Després es va educar en mineralogia i metal·lúrgia mentre estudiava a la Universitat de Colúmbia, comprava propietats i oferia algun concert com a pianista. Al llarg de gairebé una dècada esdevingué una decidida defensora d'Alaska.
Tornà a dedicar-se a la música i va continuar escrivint i actuant fins a la dècada de 1920. La Metropolitan Opera va fer una representació especial de les seves obres l'any 1926, l'última vegada que una dona hi dirigiria fins al 1976.

## Labor filantròpica
Al final de la seva vida va voler fundar una llar per a músics grans i malalts, a la qual va dedicar els ingressos d'alguns dels seus concerts. En el seu obituari, després de la seva mort, el 27 de febrer de 1929, The New York Times va afirmar que l'estrès de dirigir la casa havia acabat amb la seva vida.

## Tragèdia
Un incendi d'un magatzem a Nova York el 1902 va destruir moltes de les seves obres, inclosa l'única còpia que quedava de la seva primera òpera, Aminaide.

## Llegat
Durant la seva carrera, Steiner va dirigir més de 6.000 representacions d'òperes, operetes i altres peces musical, incloent-hi algunes de seves. Va escriure centenars de peces musicals, incloses set òperes. A més de les seves obres originals, se l'acredita juntament amb Caroline B. Nichols com una de les primeres dones dels Estats Units a fer una carrera d'èxit dirigint actuacions musicals.

## Obres

### Operetes
- 1877: Fleurette
- 1894: Day Dream (basat en "La bella dorment" d'Alfred Tenneyson)
- 1894: Brigands
- 1894: La belle Marguerite
- 1900: The man from Paris
- 1907/8: Burra Pundit
- The little Hussar
- The Viking
- The Sleeping Beauty
- The Alchemist
- A flower divinely fair

### Orquestral
- The Flag – Forever May It Wave